# Privatkonzert
Privatkonzert ist eine Musiksendung mit Wigald Boning und Stephanie Stumph,
die von 2017 bis 2019 im Haus Schminke in Löbau produziert wurde.

## Sendung
Die Moderatoren begrüßen in jeder Sendung zwei oder drei Sänger, Duos oder Musikgruppen. Während der Sendung wechseln sich Gespräche mit den Gästen und Gesangsauftritte ab. Teil der Sendung ist auch ein gemeinsamer Auftritt der unterschiedlichen Musiker. Bei einzelnen Auftritten wirken auch die Moderatoren mit (z. B. Wigald Boning am Saxophon).

## Produktion

### Staffel 1
| Nr. (ges.) | Nr. (St.) | Originaltitel | Erstausstrahlung DE                             | Gäste                                   |
| ---------- | --------- | ------------- | ----------------------------------------------- | --------------------------------------- |
| 1          | 1         | Folge 1       | 3. November 2017 (DW) / 25. November 2017 (MDR) | Anastacia, Conchita Wurst               |
| 2          | 2         | Folge 2       | 17. November 2017 (DW) / 9. Dezember 2017 (MDR) | Silly, Marlon Roudette                  |
| 3          | 3         | Folge 3       | 10. November 2017 (DW) / 6. Januar 2018 (MDR)   | Johnny Logan, Karat, Julia Hülsmann     |
| 4          | 4         | Folge 4       | 8. Dezember 2017 (DW) / 20. Januar 2018 (MDR)   | Albrecht Mayer, Alina, Lions Head       |
| 5          | 5         | Folge 5       | 22. Dezember 2017 (DW) / 27. Januar 2018 (MDR)  | Heinz Rudolf Kunze, Della Miles         |
| 6          | 6         | Folge 6       | 29. Dezember 2017 (DW) / 10. Februar 2018 (MDR) | Ross Antony, Paul Reeves, Simone Kermes |
| 7          | 7         | Folge 7       | 15. Dezember 2017 (DW) / 17. Februar 2018 (MDR) | Midge Ure, Leslie Clio                  |
| 8          | 8         | Folge 8       | 1. Dezember 2017 (DW) / 24. Februar 2018 (MDR)  | Niila, Eko Fresh, Julia Engelmann       |
| 9          | 9         | Folge 9       | 12. Januar 2018 (DW) / 24. März 2018 (MDR)      | Nik Kershaw, Brings                     |
| 10         | 10        | Folge 10      | 5. Januar 2018 (DW) / 14. April 2018 (MDR)      | The Baseballs, Nils Landgren            |
| 11         | 11        | Folge 11      | 24. November 2017 (DW) / 30. Juni 2018 (MDR)    | Cassandra Steen, Helen Schneider        |
| (12)       | (12)      | Best of       | 19. Januar 2018 (DW) / 7. Juli 2018 (MDR)       | -                                       |

### Staffel 2
| Nr. (ges.) | Nr. (St.) | Originaltitel | Erstausstrahlung DE                            | Gäste                            |
| ---------- | --------- | ------------- | ---------------------------------------------- | -------------------------------- |
| 12         | 1         | Folge 12      | 1. Februar 2019 (DW) / 16. Februar 2019 (MDR)  | Melanie C, Nico Santos           |
| 13         | 2         | Folge 13      | 8. Februar 2019 (DW) / 9. März 2019 (MDR)      | Angelo Kelly & Family, Jaqee     |
| 14         | 3         | Folge 14      | 15. Februar 2019 (DW) / 23. Februar 2019 (MDR) | Glasperlenspiel, Ray Wilson      |
| 15         | 4         | Folge 15      | 22. Februar 2019 (DW) / 6. April 2019 (MDR)    | Max Mutzke, Y'akoto              |
| 16         | 5         | Folge 16      | 1. März 2019 (DW) / 25. Mai 2019 (MDR)         | Sebastian Krumbiegel, Marla Glen |
| 17         | 6         | Folge 17      | 8. März 2019 (DW) / 30. März 2019 (MDR)        | DJ Ötzi, Kathy Sledge            |
| 18         | 7         | Folge 18      | 15. März 2019 (DW) / 4. Mai 2019 (MDR)         | Marc Almond, Sotiria             |
| 19         | 8         | Folge 19      | 22. März 2019 (DW) / 27. April 2019 (MDR)      | Frontm3n, Nevio Passaro          |
| 20         | 9         | Folge 20      | 29. März 2019 (DW) / 29. Juni 2019 (MDR)       | Sophie B. Hawkins, Ivy Quainoo   |
| 21         | 10        | Folge 21      | 5. April 2019 (DW) / 11. Mai 2019 (MDR)        | Wingenfelder, Chris Thompson     |
| (23)       | (11)      | Best of       | 12. April 2019 (DW) / 10. August 2019 (MDR)    | -                                |

### Staffel 3
| Nr. (ges.) | Nr. (St.) | Originaltitel | Erstausstrahlung DE                              | Gäste                              |
| ---------- | --------- | ------------- | ------------------------------------------------ | ---------------------------------- |
| 22         | 1         | Folge 22      | 2. November 2019 (DW) / 3. Oktober 2020 (MDR)    | City, Lindsey Stirling             |
| 23         | 2         | Folge 23      | 16. November 2019 (DW) / 21. November 2020 (MDR) | Albert Hammond, Steiner & Madlaina |
| 24         | 3         | Folge 24      | 23. November 2019 (DW) / 17. Oktober 2020 (MDR)  | Kiefer Sutherland, Madeline Juno   |
| 25         | 4         | Folge 25      | 30. November 2019 (DW) / 7. November 2020 (MDR)  | Frank Schätzing, Wé McDonald       |
| 26         | 5         | Folge 26      | 7. Dezember 2019 (DW) / 14. November 2020 (MDR)  | Right Said Fred, Nicole            |
| 27         | 6         | Folge 27      | 14. Dezember 2019 (DW) / 24. Oktober 2020 (MDR)  | Gil Ofarim, The Strumbellas        |
| 28         | 7         | Folge 28      | 21. Dezember 2019 (DW) / 10. Oktober 2020 (MDR)  | Aura Dione, Giovanni Zarrella      |
| (31)       | (8)       | Best of       | 28. Dezember 2019 (DW) / 28. November 2020 (MDR) | -                                  |

## Rezeption
Glenn Riedmeier lobte für Wunschliste die Sendung für ihren Charme, die Kombination der Gäste sowie die Tatsache, dass stets live gespielt wird.